# Высадка Карла XII на Зеландии
Высадка Карла XII на Зеландии — операция по высадке шведских войск на датский остров Зеландия, осуществлённая шведским королём Карлом XII 24 июля (4 августа) 1700 года (25 июля 1700 года по шведскому календарю).

## Международная обстановка
В конце зимы 1700 года началась Северная война, в которой против Швеции выступили Дания, Речь Посполитая, Саксония и Россия, связанные между собой союзническими отношениями. В феврале саксонские войска осадили Ригу, а в марте 16-тысячная датская армия вторглась в Гольштейн-Готторпское герцогство, в котором располагался шведский гарнизон.
Оценив обстановку, Карл XII решил нанести первый удар по Дании, поскольку ему на помощь могли прийти Англия и Голландия, которые наравне со Швецией являлись гарантами независимости герцогства. Поражение же датского флота (единственного среди членов Северного союза) от объединённых сил могло облегчить переброску войск по Балтийскому морю к другим театрам войны.

## Подготовка
Согласно первоначальному плану, после уничтожения датского флота главные силы шведской армии должны были быть переброшены из Истада в Гольштинию, одновременно гётеборгский отряд в несколько тысяч человек должен был совершить диверсию против Ольборга, тем самым поставив под угрозу тылы находившейся в Голштинии датской армии.
Каких-либо планов по высадке десанта на Зеландию первоначально у шведского командования не было, и они возникли лишь как следствие того, что при приближении англо-голландской и шведской эскадр датский флот укрылся в гавани Копенгагена и был заблокирован. Шведы приняли решение подвергнуть датские суда бомбардировке и, если это не даст результата, то перебросить войска на Зеландию и захватить Копенгаген с суши.
В ночь с 10 на 11 июля союзники подвергли блокированные датские корабли бомбардировке, но её результаты, как и результаты повторного обстрела, были незначительными, и поэтому шведская сторона решилась на переброску своих войск в Данию.
Детали операции были разработаны генерал-квартирмейстером Стюартом. Согласно плану, войска, собранные в Истаде, должны были высадиться в Кёге-бугт, а отряды из Ландскруны в каком-нибудь удобном месте между Копенгагеном и Хельсингёром. Однако отсутствие благоприятного ветра помешало осуществлению данного плана. Вместо этого войска из Истада по морю и по суше были переведены в Ландскруну, благодаря чему численность собранных там войск вместе с теми, которые уже были посажены на суда, составила 12 тысяч человек. На некоторое число лёгких кораблей, среди которых были также 2 шведских, 2 голландских и 1 английский фрегат, было погружено около 3 тысяч человек десанта.

## Ход операции
Утром 24 июля транспорт при свежем зюйд-весте вышел из Ландскруны. Следующей ночью у острова Вен, лежащего между Сконе и Зеландией, десант был переведён на гребную эскадру, в которую также входили собранные по всему сконскому побережью суда разных классов и величины. После того как к пяти вышеупомянутым фрегатам присоединилась выделенная для прикрытия высадки эскадра из 7 вымпелов под командованием адмирала Корнелиуса Анкаршерны, весь флот рано утром 25 июля взял курс на тщательно обследованное место высадки между имением Крогеруп и деревней Тибберуп, находящимся к северу от Хумлебека.
Пока происходил переход, было замечено, что около десятка лёгких судов датчан, судя по всему, намереваются прорваться сквозь блокаду и помешать высадке десанта. Глава экспедиции Вахтмейстер, находившийся на одном из кораблей конвоя, приказал двинуться им навстречу. Однако эта мера оказалась излишней, поскольку блокировавшие датскую столицу суда союзного флота без труда отразили попытку прорыва.

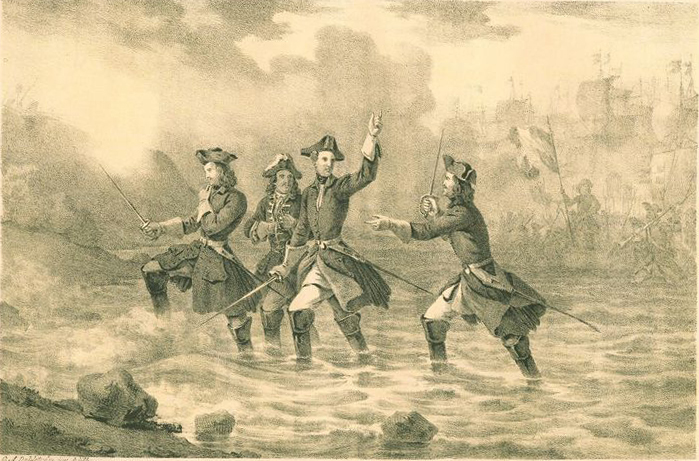
Карл XII высаживается на Зеландии

Тем временем шведы осуществили две демонстрации у Рунгстеда и Ниво, которые увенчались полным успехом, и во время высадки район Хумлебека был свободен от датских войск. В четыре часа пополудни шведская эскадра встала на якорь напротив Тибберупских холмов, ещё через час туда подошла колонна с десантом.
В это время на берегу показался эскадрон датской кавалерии, поддерживаемый горсткой вооружённых крестьян, однако это препятствие было быстро устранено огнём из корабельных орудий.
Планом операции предусматривалось, что мелкие суда перед высадкой выстроятся за линией военных судов, стоявших на якоре в 200—600 метрах от берега, а затем через образованную в центре эскадры брешь двинутся к берегу. Однако для выигрыша времени они на вёслах пошли против ветра прямо к местам высадки, которая была осуществлена практически без потерь. Карл XII вместе с Вахтмейстером и Стюартом был одним из первых, кто ступил на землю.
Вскоре из Ландскруны были переброшены остававшиеся там войска, и армия Карла возросла до 10 тысяч человек.

## Значение
Благодаря быстрой и умелой высадке на Зеландии, Копенгаген оказался под угрозой захвата шведскими войсками в условиях, когда датская армия находилась в Гольштинии. Датский король Фредерик IV был вынужден пойти на заключение мира, тем самым развязав Карлу XII руки для ведения боевых действий в Прибалтике против русских и саксонских войск.